# Wjatscheslaw Iwanowitsch Sawossin

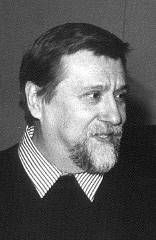
Wjatscheslaw Iwanowitsch Sawossin

Wjatscheslaw Iwanowitsch Sawossin (russisch Вячеслав Иванович Савосин; * 14. Januar 1938 in Moskau; † 2. Oktober 2014 ebenda) war ein sowjetisch-russischer Künstler und Grafiker, der in verschiedenen Genres, thematischen Blöcken und Stilrichtungen arbeitete. 
Sawossin war an über 150 Gruppen- und Einzelausstellungen in Russland und im Ausland beteiligt, darunter in Australien, Deutschland, Frankreich, Österreich, Finnland und Japan. Seine Arbeiten befinden sich in der Tretjakow-Galerie, im Puschkin-Museum und in anderen nationalen und internationalen Museen sowie Privatsammlungen überall auf der Welt.

## Leben
Wjatscheslaw Iwanowitsch Sawossin war der Bruder von Oleg Iwanowitsch Sawossin, einem Charakterdarsteller des sowjetischen Kinos. Er lebte in Moskau auf dem Twerskoi Boulevard.
1960 schloss er sein Studium an der Fakultät für Kunst und Grafik an der Staatlichen Pädagogischen Universität Moskau ab und arbeitete danach im Kombinat für grafische Kunst des Moskauer Künstlerverbands. Ab 1964 war er Mitglied der Moskauer Abteilung des Sowjetischen Künstlerverbands.
Sein künstlerischer Werdegang begann in den 1960er Jahren, zur Blütezeit des Linolschnitts. Charakteristische Kennzeichen seiner Stiche waren Einfachheit, Monumentalität und die Suche nach einem zeitgemäßen grafischen Ausdruck. In dieser Zeit schuf er eine Serie von Porträts: Hemingway, Blok, Majakowski, Bagrizki u. a., die nicht nur in Kollegenkreisen, sondern auch in einer breiten Öffentlichkeit Anerkennung fanden. So wurden die Porträts von Majakowski (1963) und Bagrizki (1963) von der Moskauer Abteilung des Sowjetischen Künstlerverbands als beste Werke des Jahres prämiert.  
Sawossin machte die drei- bis vierfarbigen Linolschnitt-Porträts zu einer gängigen künstlerischen Praxis. Besonders bekannt wurden seine in dieser Technik ausgeführten Porträts von Aiwasowski, Gogol, Jessenin, Achmatowa, Surikow, Lewitan und Dostojewski.
Parallel dazu beschäftigte sich Sawossin mit Malerei; allerdings wurden seine Gemälde erstmals 1987 ausgestellt. Nach Worten des Moskauer Künstlers und Schriftstellers Nikita Iwanow war er „von diesem Zeitpunkt an ein anerkannter Meister der Malerei mit einer durchaus vielseitigen und glänzenden grafischen Vergangenheit“.
Sawossin gehörte zum Kreis der „Schestidesjatniki“. Die Atmosphäre, der Kreis der Intelligenzija (zu Sawossins Freunden gehörten Lewon Kotscherjan, Wladimir Wyssozki, Wladimir Akimow, Michail Tumanischwili, Wsewolod Abdulow und andere Vertreter der künstlerischen Elite Moskaus) beeinflussten sein künstlerisches Schaffen. „… Auf den Gemälden war Moskau zu sehen: mal fröhlich, mit Luftballons, mal regnerisch, aber nie düster, sondern frisch gewaschen, sich auf den nassen Bürgersteigen spiegelnd, mit einem leichten, ironischen Strich – einem Bierfass mit der unvermeidlichen Verkaufsschlange.“ (W. Akimow. Aus dem Buch „Wjatscheslaw Sawossin. Malerei, Grafik.“ Moskau, 2006)
Sawossin ist Verfasser des Gedichtbands „Poetische Überlegungen eines Künstlers“, Moskau, 2003.
Nach seinem Ableben am 2. Oktober 2014 wurde er auf dem Friedhof Wostrjakowo in Moskau beigesetzt.